# Allium brevipes
Allium brevipes — вид рослин з родини амарилісових (Amaryllidaceae); поширений у Греції, Албанії, Македонії.

## Поширення
Поширений у Греції, Албанії, Македонії.